# Браун, Кимберлин
Кимберлин Браун (англ. Kimberlin Brown; род. 29 июня 1961, Хейвард, Калифорния) — американская актриса мыльных опер. Браун наиболее известна благодаря роли злодейки Шейлы Картер в дневных мыльных операх CBS «Молодые и дерзкие» и «Дерзкие и красивые». За эту роль она в 1993 году номинировалась на Дневную премию «Эмми» за лучшую женскую роль второго плана, а в 1993 и 1995 годах выигрывала приз «Дайджеста мыльных опер» как лучшая злодейка.
Браун родилась в Хейварде, Калифорния, США, Калифорния и начала свою карьеру в качестве модели. В середине восьмидесятых Браун появилась в нескольких кинофильмах, таких как «Снова в школу», «Глаз тигра», «Кто эта девчонка?» и «Снова 18», а в 1987 году начала свою карьеру в дневном эфире. С тех пор она сыграла в мыльных операх каждого из трех основных каналов: «Капитолий», «Молодые и дерзкие» и «Дерзкие и красивые» на CBS, «Санта-Барбара» и «Другой мир» на NBC, и наконец «Порт Чарльз», «Главный госпиталь», «Одна жизнь, чтобы жить» и «Все мои дети» на ABC. Браун и её коллега по мыльной опере «Порт Чарльз», Нолан Норт, снялись в двух эпизодах телесериала «Клиент всегда мёртв», сыграв актёров мыльных опер.

## Избранная фильмография
- Капитолий (1987)
- Санта-Барбара (1990)
- Молодые и дерзкие (1990—1992, 1993, 1994, 1995, 2005—2006)
- Дерзкие и красивые (1992—1998, 2002, 2003, 2017)
- Порт Чарльз (1999—2000, 2001, 2002)
- Главный госпиталь (1999—2002)
- Другой мир (1999)
- Клиент всегда мёртв / Six Feet Under (2003) — актриса мыльной оперы
- Одна жизнь, чтобы жить (2004—2005)
- Все мои дети (2010)